# NGC 4464
NGC 4464 هي مجرة إهليلجية تبعد حوالي 70 مليون سنة ضوئية تقع في كوكبة العذراء. تم اكتشافه بواسطة عالم الفلك ويليام هيرشيل في 28 ديسمبر 1785. وهو عضو في مجموعة العذراء.

## وصلات خارجية
- NGC 4464 على موقع ويكي سكاي: DSS2, SDSS, GALEX, IRAS, Hydrogen α, X-Ray, Astrophoto, Sky Map, Articles and images